# Lobocleta xenosceles
Lobocleta xenosceles là một loài bướm đêm trong họ Geometridae.